# 張文曜
張文曜（1435年—？），字暉吉，浙江寧波府象山縣人，明朝政治人物。進士出身。

## 生平
浙江鄉試第十五名。天順八年（1464年）甲申科會試第一百六十三名，殿試登進士第三甲第五十六名。

## 家族
曾祖父張仲仁。祖父張伯通。父亲張敬謙。